# Championnats d'Amérique du Sud d'athlétisme 1983
Navigation
La Paz 1981 Santiago du Chili 1985
Les 32e championnats d'Amérique du Sud d'athlétisme ont eu lieu à Santa Fe, en Argentine.

## Résultats

### Épreuves masculines
| Épreuves | Or                                                                  | Or                 | Argent                       | Argent          | Bronze                                           | Bronze          |
| --- | ------------------------------------------------------------------- | ------------------ | ---------------------------- | --------------- | ------------------------------------------------ | --------------- |
| 100 mètres | Nelson dos Santos Brésil                                            | 10 s 3             | Paulo Correia Brésil         | 10 s 5          | Giorgino Mautino Pérou                           | 10 s 5          |
| 200 mètres | Paulo Correia Brésil                                                | 21 s 3             | Nelson dos Santos Brésil     | 21 s 5          | José María Beduino Argentine                     | 21 s 7          |
| 400 mètres | Sérgio Menezes Brésil                                               | 46 s 8             | Evaldo da Silva Brésil       | 47 s 4          | Wolfman Mena Colombie                            | 47 s 5          |
| 800 mètres | José Luiz Barbosa Brésil                                            | 1 min 49 s 1       | Emilio Ulloa Chili           | 1 min 49 s 2    | Raúl López Argentine                             | 1 min 50 s 5    |
| 1 500 mètres | Emilio Ulloa Chili                                                  | 3 min 48 s 3       | Omar Esteban Argentine       | 3 min 48 s 9    | Adauto Domingues Brésil                          | 3 min 50 s 8    |
| 5 000 mètres | Omar Aguilar Chili                                                  | 14 min 00 s 9      | João de Ataide Brésil        | 14 min 01 s 2   | Germán Peña Colombie                             | 14 min 03 s 1   |
| 10 000 mètres | Omar Aguilar Chili                                                  | 29 min 12 s 1      | João de Ataide Brésil        | 29 min 13 s 4   | Jairo Correa Colombie                            | 29 min 22 s 7   |
| Marathon | Juan Plagman Chili                                                  | 2 h 15 min 50 s    | Jairo Correa Colombie        | 2 h 17 min 43 s | Rafael Parra Colombie                            | 2 h 19 min 42 s |
| 3000 mètres steeple | Emilio Ulloa Chili                                                  | 8 min 44 s 6 CR    | Wilson de Santana Brésil     | 8 min 47 s 7    | Adauto Domingues Brésil                          | 8 min 50 s 8    |
| 110 mètres haies | Pedro Chiamulera Brésil                                             | 14 s 3             | Wellington da Nobrega Brésil | 14 s 5          | Rodolfo Iturraspe Argentine                      | 14 s 9          |
| 400 mètres haies | Pedro Chiamulera Brésil                                             | 52 s 2             | Rodrigo de la Fuente Chili   | 52 s 7          | Elías da Fonseca Brésil                          | 52 s 8          |
| Saut en hauteur | Jorge Archanjo Brésil                                               | 2,14 m             | Fernando Pastoriza Argentine | 2,14 m          | Rodrigo de la Fuente Chili                       | 2,04 m          |
| Saut à la perche | Fernando Hoces Chili                                                | 4,70 m             | Renato Bortolocci Brésil     | 4,60 m          | Walter Franzantti Argentine Oscar Veit Argentine | 4,50 m          |
| Saut en longueur | Osvaldo Frigerio Argentine                                          | 7,51 m             | Luiz Favero Brésil           | 7,41 m          | Marcus Barros Brésil                             | 7,28 m          |
| Triple saut | Francisco Pichott Chili                                             | 15,64 m            | José Quiñaliza Équateur      | 15,52 m         | Jailto Bonfim Brésil                             | 15,44 m         |
| Lancer du poids | Gert Weil Chili                                                     | 18,29 m CR         | Juan Turri Argentine         | 16,56 m         | Adilson Oliveira Brésil                          | 15,70 m         |
| Lancer du disque | José Jacques Brésil                                                 | 51,86 m            | Celso da Cunha Brésil        | 50,50 m         | Andrés Pérez Chili                               | 49,24 m         |
| Lancer du marteau | Ivam Bertelli Brésil                                                | 61,16 m            | Roberto Olcese Argentine     | 60,56 m         | Pedro Rivail Atílio Brésil                       | 59,74 m         |
| Lancer du javelot | José de Souza Brésil                                                | 74,54 m            | Luis Martínez Colombie       | 71,48 m         | Amilcar de Barros Brésil                         | 71,24 m         |
| Décathlon | Carlos Gambetta Argentine                                           | 7252 pts           | Ronaldo Alcaraz Brésil       | 7096 pts        | Antônio Balbuena Brésil                          | 6959 pts        |
| 20 kilomètres marche | Héctor Moreno Colombie                                              | 1 h 24 min 12 s CR | Francisco Vargas Colombie    | 1 h 25 min 35 s | Osvaldo Morejón Bolivie                          | 1 h 32 min 20 s |
| Relais 4 × 100 mètres | Brésil Marcus Barros Nelson dos Santos Paulo Correia Sérgio Menezes | 40 s 7             | Argentine                    | 40 s 8          | Uruguay                                          | 41 s 4          |
| Relais 4 × 400 mètres | Brésil                                                              | 3 min 10 s 8       | Chili                        | 3 min 13 s 6    | Argentine                                        | 3 min 14 s 5    |
| Records et Performances - AR : Record continental (area record) - CR : Record des championnats (championship record) - MR : Record du meeting (meet record) - NR : Record national (national record) - OR : Record olympique (olympic record) - PR : Record paralympique (paralympic record) - PB : Record personnel (personal best) - SB : Meilleure performance personnelle de la saison (season's best) - WL : Meilleure performance mondiale de l'année (world leader) - WJR : Record du monde junior (world junior record) - WR : Record du monde (world record) Circonstances et Conditions - DNF : N'a pas terminé (did not finish) - DNS : N'a pas pris le départ (did not start) - DQ : Disqualification (disqualification) - NM : Aucun essai valable enregistré (No Mark) - Q : Qualifié « directement » au prochain tour (ou à la prochaine compétition), lors d'une compétition majeure, grâce au classement ou à la réalisation des minima (automatic qualifier) - q : Qualifié au prochain tour (ou à la prochaine compétition), lors d'une compétition majeure, grâce au repêchage ou à la réalisation de l'une des meilleures performances parmi celles des « non qualifiés directement » (grâce au meilleur temps ou à la meilleure distance par exemple) (secondary qualifier) |                                                                     |                    |                              |                 |                                                  |                 |

### Épreuves féminines
| Épreuves | Or                          | Or              | Argent                          | Argent        | Bronze                                       | Bronze        |
| --- | --------------------------- | --------------- | ------------------------------- | ------------- | -------------------------------------------- | ------------- |
| 100 mètres | Esmeralda García Brésil     | 11 s 6          | Sheila de Oliveira Brésil       | 11 s 8        | Daisy Salas Chili                            | 11 s 9        |
| 200 mètres | Jucilene Garcês Brésil      | 24 s 5          | Sheila de Oliveira Brésil       | 24 s 9        | Margarita Grün Uruguay                       | 24 s 9        |
| 400 mètres | Elba Barbosa Brésil         | 54 s 0          | Jucilene Garcês Brésil          | 54 s 0        | Norfalia Carabalí Colombie                   | 54 s 8        |
| 800 mètres | Alejandra Ramos Chili       | 2 min 04 s 6    | Soraya Telles Brésil            | 2 min 06 s 2  | Norfalia Carabalí Colombie                   | 2 min 07 s 2  |
| 1 500 mètres | Alejandra Ramos Chili       | 4 min 25 s 3    | Monica Regonesi Chili           | 4 min 27 s 2  | Adriana Marchena Venezuela                   | 4 min 27 s 5  |
| 3 000 mètres | Monica Regonesi Chili       | 9 min 57 s 2 CR | María Victoria Biondi Argentine | 10 min 02 s 2 | Ruth Jaime Pérou                             | 10 min 06 s 3 |
| 100 mètres haies | Beatriz Capotosto Argentine | 13 s 2 CR       | Juraciara da Silva Brésil       | 13 s 7        | Orlane dos Santos Brésil                     | 14 s 4        |
| 400 mètres haies | Conceição Geremias Brésil   | 59 s 5 CR       | Margit Weise Brésil             | 60 s 5        | Anabella Dal Lago Argentine                  | 62 s 6        |
| Saut en hauteur | Orlane dos Santos Brésil    | 1,80 m          | Conceição Geremias Brésil       | 1,77 m        | Liliana Arigoni Argentine Carmen Garib Chili | 1,71 m        |
| Saut en longueur | Esmeralda García Brésil     | 6,12 m          | Adriana Ruffin Chili            | 5,84 m        | Orlane dos Santos Brésil                     | 5,79 m        |
| Lancer du poids | Maria Fernandes Brésil      | 15,01 m CR      | Marinalva dos Santos Brésil     | 14,87 m       | Jazmín Cirio Chili                           | 14,04 m       |
| Lancer du disque | Odete Domingos Brésil       | 49,30 m         | María Isabel Urrutia Colombie   | 45,00 m       | Maria Fernandes Brésil                       | 44,72 m       |
| Lancer du javelot | Marieta Riera Venezuela     | 51,04 m CR      | Carolina Weil Chili             | 50,68 m       | Mariela Riera Venezuela                      | 49,18 m       |
| Heptathlon | Conceição Geremias Brésil   | 5865 pts CR     | Olga Verissimo Brésil           | 5371 pts      | Yvonne Neddermann Argentine                  | 5273 pts      |
| Relais 4 × 100 mètres | Brésil                      | 45 s 4          | Uruguay                         | 47 s 7        |                                              |               |
| Relais 4 × 400 mètres | Brésil                      | 3 min 40 s 0 CR | Chili                           | 3 min 45 s 3  | Argentine                                    | 3 min 48 s 7  |
| Records et Performances - AR : Record continental (area record) - CR : Record des championnats (championship record) - MR : Record du meeting (meet record) - NR : Record national (national record) - OR : Record olympique (olympic record) - PR : Record paralympique (paralympic record) - PB : Record personnel (personal best) - SB : Meilleure performance personnelle de la saison (season's best) - WL : Meilleure performance mondiale de l'année (world leader) - WJR : Record du monde junior (world junior record) - WR : Record du monde (world record) Circonstances et Conditions - DNF : N'a pas terminé (did not finish) - DNS : N'a pas pris le départ (did not start) - DQ : Disqualification (disqualification) - NM : Aucun essai valable enregistré (No Mark) - Q : Qualifié « directement » au prochain tour (ou à la prochaine compétition), lors d'une compétition majeure, grâce au classement ou à la réalisation des minima (automatic qualifier) - q : Qualifié au prochain tour (ou à la prochaine compétition), lors d'une compétition majeure, grâce au repêchage ou à la réalisation de l'une des meilleures performances parmi celles des « non qualifiés directement » (grâce au meilleur temps ou à la meilleure distance par exemple) (secondary qualifier) |                             |                 |                                 |               |                                              |               |

## Tableau des médailles
| Rang | Nation    | Or | Argent | Bronze | Total |
| ---- | --------- | -- | ------ | ------ | ----- |
| 1    | Brésil    | 23 | 20     | 12     | 55    |
| 2    | Chili     | 11 | 7      | 5      | 23    |
| 3    | Argentine | 3  | 6      | 10     | 19    |
| 4    | Colombie  | 1  | 4      | 6      | 11    |
| 5    | Venezuela | 1  | 0      | 2      | 3     |
| 6    | Uruguay   | 0  | 1      | 2      | 3     |
| 7    | Équateur  | 0  | 1      | 0      | 1     |
| 8    | Pérou     | 0  | 0      | 2      | 2     |
| 9    | Bolivie   | 0  | 0      | 1      | 1     |